# (2779) Mary
(2779) Mary (1981 CX; 1935 EC; 1968 FN; 1969 RP; 1976 UF5) ist ein ungefähr zehn Kilometer großer Asteroid des inneren Hauptgürtels, der am 6. Februar 1981 vom US-amerikanischen Astronomen Norman G. Thomas am Lowell-Observatorium, Anderson Mesa Station (Anderson Mesa) in der Nähe von Flagstaff, Arizona (IAU-Code 688) entdeckt wurde.

## Benennung
(2779) Mary wurde vom Entdecker Norman G. Thomas nach seiner Frau Maryanna Ruth Thomas benannt. Sie bestimmte in den 1960er-Jahren Positionen von Kometen und Asteroiden im Rahmen des Programms, das von Elizabeth Roemer, nach der der Asteroid (1657) Roemera benannt wurde, initiiert wurde.